# O.O (песня)
«O.O» — песня южнокорейской гёрл-группы Nmixx, записанная для дебютного сингл-альбома Ad Mare. Выпущена в качестве ведущего сингла компанией JYP Entertainment 22 февраля 2022 года.

## Предыстория и релиз
9 июля 2021 года JYP Entertainment объявили, что в феврале 2022 года дебютирует новая женская группа, первая со времён Itzy (февраль 2019). 2 февраля 2022 года компания объявила, что группа дебютирует 22 февраля с сингл-альбомом Ad Mare. Шесть дней спустя был опубликован трек-лист с «O.O», объявленным в качестве ведущего сингла. 17 февраля был выпущен первый тизер клипа. Двумя днями позже был выпущен тизер с наиболее яркими моментами видео. 21 февраля был выпущен второй тизер. Песня вместе с клипом была выпущена 22 февраля.

## Композиция
«O.O» написал Dr.JO (153/Joombas), композиторам выступил EJAE вместе с Брайаном Ю, Энаном, МаркАлонг, Шарлоттой Уилсон, Чанти, Аври, Аюши, Яном Баарсом и Раджаном Музом из The Hub, аранжировкой занимались первые трое. Сингл был описан как песня со «смесью жанров фанк-кариока, тин-поп и поп-рок» с «интенсивным захватывающим трэп-вступлением». Секция А «O.O» была составлена в тональности ми минор с темпом 133 удара в минуту, а секция В в ля мажоре с темпом 100 ударов в минуту.

## Критика
После выхода «O.O» получил преимущественно негативные отзывы публики и критиков. Тану И. Радж из NME описал эту песню как «американские горки жанров [от] электропопа до поп-рока и хип-хопа» и сравнил песню с «I Got a Boy» Girls' Generation и «Next Level» Aespa, при этом, заявив, что «„O.O“ выглядит слабым факсимиле перед лицом сложности прежнего [дуэта]» и что «„O.O“ пытается, но безуспешно, привлечь внимание». Korea JoongAng Daily отметил, что «из-за её бессвязного характера многие критикуют песню за то, что она пытается создать резкий и провокационный образ, но ей трудно следовать, поскольку в ней отсутствует основная музыкальная структура». Профессор поп-музыки и медиа-исследований Ли Гю Таг подробно остановился на этом, сказав, что, хотя музыкальные стили в нём были похожи на «Next Level», последний «был гораздо более мелодичным и имел более плавные переходы», чем «O.O», а также указал, что песня была сложной из-за отсутствия четкой выделяющейся мелодии. Член отборочной комиссии Korean Music Awards Чон Мин Чжэ сказала: «Я не думаю, что „O.O“ вызвал бы [негативную] реакцию, если бы песня была запоминающейся, какой бы запутанной она ни была». В целом она считала, что это небезопасный выбор в качестве дебютной песни для группы.
С другой стороны, в более благоприятном обзоре Дивьянша Донгре из Rolling Stone India описала «O.O как типичный трек K-pop, [который] объединяет несколько жанров в один». Дивьянша отмечает, что «переключение между звуковыми ландшафтами может стать немного ошеломляющим для некоторых слушателей [из-за песни], вступление [которое] представляет собой мощную смесь трэпа и бас-синтеза, [в то время как] во втором куплете звуковой ландшафт быстро приобретает яркость и изюминку, которую поп-рок может предложить». В целом Дивьянша отметила, что «[песня] служит справедливым представлением о масштабах и талантах, которые могут предложить участницы Nmixx».

## Коммерческий приём
«O.O» дебютировал под номером 147 в южнокорейском цифровом чарте Gaon от 27 февраля - 5 марта 2022 года; в составных чартах песня дебютировала под номером 40 в Gaon Download 20–26 февраля 2022 г., и под номером 95 в Gaon Streaming от 27 февраля — 5 марта 2022 г. Позже сингл поднялся на 81-е место в цифровых чартах Gaon и  Gaon Streaming 20–26 марта 2022 г. В Billboard K-pop Hot 100, песня дебютировала под номером 88 от 19 марта 2022 г., позже поднявшись на 63-е место в чарте от 30 апреля 2022 г.
В Billboard Japan Hot 100 песня дебютировала под номером 86 от 2 марта 2022 года, поднявшись на 42 место от 23 марта 2022. В Billboard Vietnam Hot 100, сингл дебютировал под номером 95 от 3 марта 2022 года, поднявшись на 38 место на следующей неделе. В Сингапуре песня дебютировала под номером 27 в Top Streaming Chart RIAS и под номером восемь в Top Regional Chart RIAS в чарте за период с 25 февраля по 3 марта 2022 г., поднявшись на следующей неделе на 16-е место в первом и на четвертое место во втором. Песня также дебютировала под номером 18 в Billboard Singapore Songs от 19 марта 2022 года. В Малайзии песня дебютировала под номером 14 в чарте RIM Top 20 от 4–10 марта 2022 года. Песня также дебютировала под номером 17 в Billboard Malaysia Songs в чарте от 19 марта 2022 г. В Индонезии песня дебютировала под номером 25 в Billboard Indonesia Songs от 2 апреля 2022 г.
Во всем мире песня дебютировала под номером 162 в чарте Billboard Global 200 от 19 марта 2022 года, поднявшись на 138-е место на следующей неделе. Песня также дебютировала под номером 109 в чарте Billboard Global Excl. U.S. от 12 марта 2022 г., позже поднявшись на 71-е место от 26 марта 2022 г.

## Живые выступления
18 февраля 2022 года JYP Entertainment объявили, что дебютный шоукейс группы будет отложен после того, как у участницы Бэй диагностировали COVID-19, дебютный шоукейс состоялся 1 марта. Впоследствии группа выступила в четырёх музыкальных программах: M Countdown Mnet 3 марта, Music Bank KBS 4 марта, Show! Music Core MBC 5 марта и Inkigayo SBS 6 марта.

## Участники записи
По данным Melon:
Студия
- JYPE Studios — запись, монтаж вокала
- Canton House Studios — сведение
- Sterling Sound — мастеринг

Персонал
- Nmixx — вокал, бэк-вокал
- Фрэнки Дэй — бэк-вокал
- Аюши (The Hub) — бэк-вокал, композиция
- Dr.JO (153/Joombas) — текст песни
- Брайан Ю (The Hub) — композиция, аранжировка, ударные, синтезаторы, вокальная режиссура
- Энан (The Hub) — композиция, аранжировка, ударные, синтезаторы, вокальная режиссура
- МаркАлонг (The Hub) — композиция, аранжировка, барабаны, синтезаторы
- Шарлотта Уилсон (The Hub) — композиция, постановка вокала
- Чанти (The Hub) — композиция
- EJAE — композиция, бэк-вокал, вокальная режиссура
- Аври (The Hub) — композиция, бэк-вокал
- Ян Баарс (The Hub) — композиция
- Раджан Муз (The Hub) — композиция
- Гон Хе Джин — запись
- Ли Сан Ёп — монтаж вокала
- Jiyoung Shin NYC — монтаж вокала
- Джейсен Джошуа — сведение
- Джейкоб Ричардс — сведение (ассистент)
- Майк Сиберг — сведение (ассистент)
- DJ Riggins — сведение (ассистент)
- Крис Герингер — мастеринг
- Jade — бас
- BananaGaraG — бас
- Paper Planet — гитара
- TRIAD — гитара

## Чарты

### Недельные чарты
| Чарт (2022)                      | Высшая позиция |
| -------------------------------- | -------------- |
| Global 200 (Billboard)           | 138            |
| Индонезия(Billboard)             | 25             |
| Япония (Japan Hot 100)           | 42             |
| Малайзия (Billboard)             | 17             |
| Малайзия (RIM)                   | 14             |
| Сингапур (Billboard)             | 18             |
| Сингапур (RIAS)                  | 16             |
| Республика Корея (Gaon)          | 81             |
| Республика Корея (K-pop Hot 100) | 63             |
| Вьетнам (Vietnam Hot 100)        | 38             |

### Месячные чарты
| Чарт (2022)             | Позиция |
| ----------------------- | ------- |
| Республика Корея (Gaon) | 92      |

## История релиза
| Регион                           | Дата            | Формат                                     | Лейбл       |
| -------------------------------- | --------------- | ------------------------------------------ | ----------- |
| Шаблон:Registration required Мир | 22 февраля 2022 | Цифровая дистрибуция потоковое мультимедиа | JYP Dreamus |